# Emőd
Emőd ist eine ungarische Stadt im Kreis Miskolc im Komitat Borsod-Abaúj-Zemplén.

## Geografische Lage
Emőd liegt in Nordungarn, 19 Kilometer südlich des Komitatssitzes und der Kreisstadt Miskolc. Nachbargemeinden sind Nyékládháza, Hejőkeresztúr, Hejőszalonta, Hejőpapi, Igrici, Mezőcsát, Csincse, Vatta,  Harsány und Bükkaranyos.

## Geschichte
Im Jahr 1913 gab es in der damaligen Großgemeinde 531 Häuser und 3077 Einwohner auf einer Fläche von 8575 Katastraljochen. Sie gehörte zu dieser Zeit zum Bezirk Mezőcsát im Komitat Borsod. 2001 erhielt Emőd den Status einer Stadt.

## Gemeindepartnerschaft
- Praid (ungarisch Parajd ), Rumänien

## Sehenswürdigkeiten
- Griechisch-katholische Kirche Szent Péter és Pál
- Lajos-Kossuth-Büste, erschaffen von Antal Szikszay
- Nepomuki-Szent-János-Statue
- Reformierte Kirche, erbaut 1799–1811 im spätbarocken Stil
- Römisch-katholische Kirche Urunk Mennybemenetele, erbaut 1795
- Römisch-katholische Kirche Szent Kereszt felmagasztalása im Stadtteil Istvánmajor
- Schloss Rhédey (Rhédey-kastély)
- Sgraffito Család, erschaffen 1980 von Ottó Ludmány
- Skulptur Kibontakozás, erschaffen 1981 von Miklós Varga
- Weltkriegsdenkmal, erschaffen 1925 von Béla Farkas

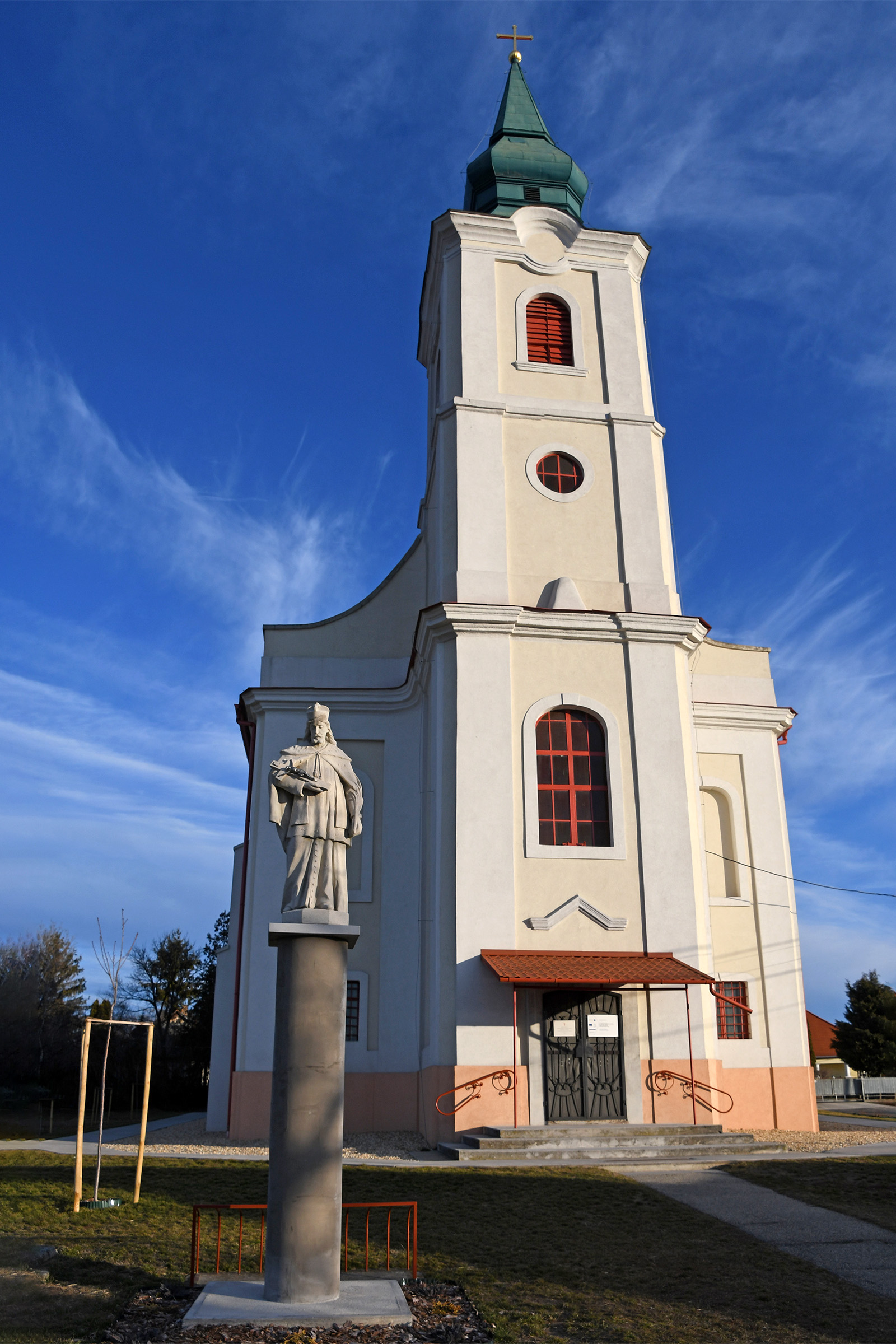
Römisch-katholische Kirche Urunk Mennybemenetele
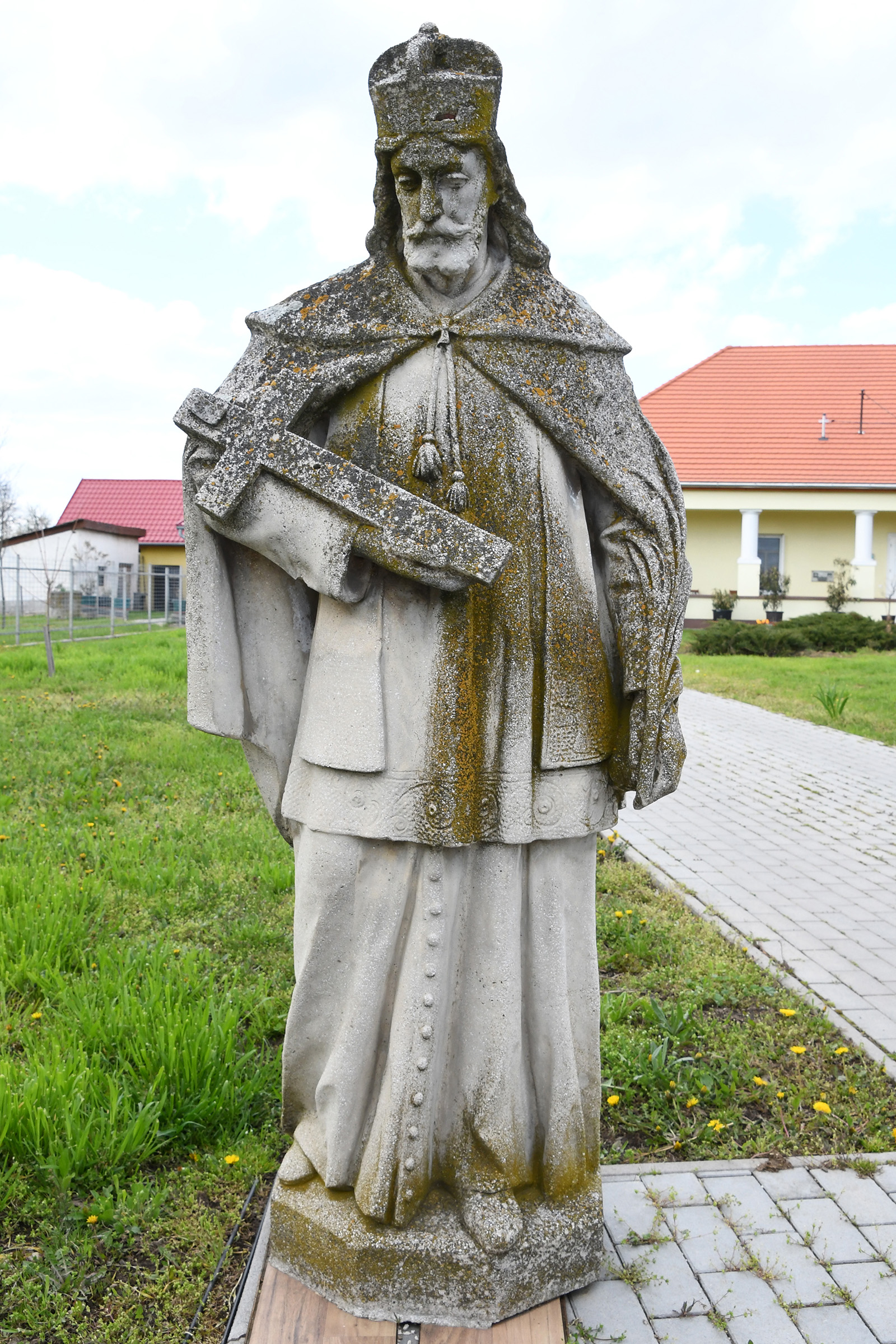
Nepomuki-Szent-János-Statue
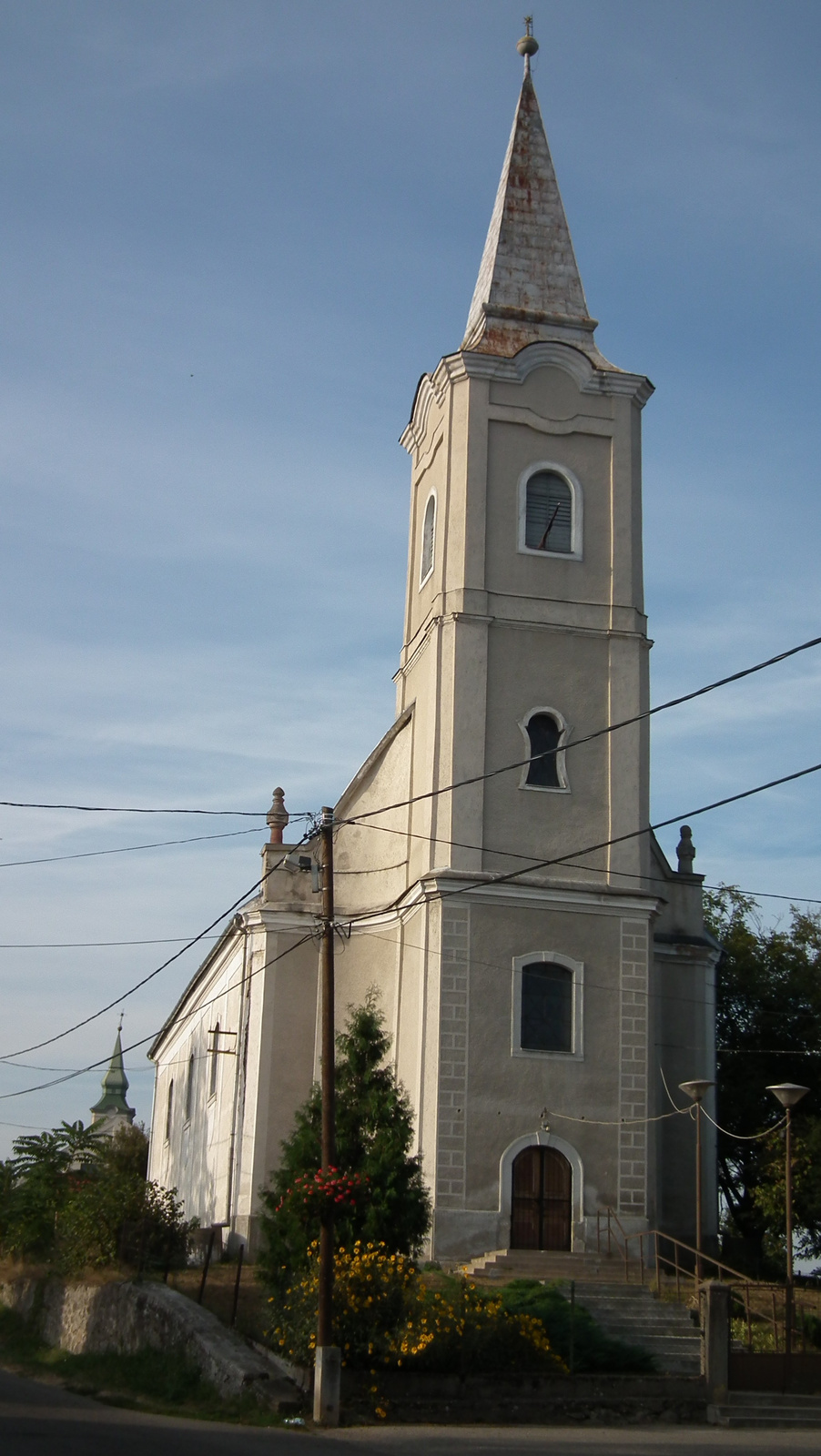
Reformierte Kirche in Emőd
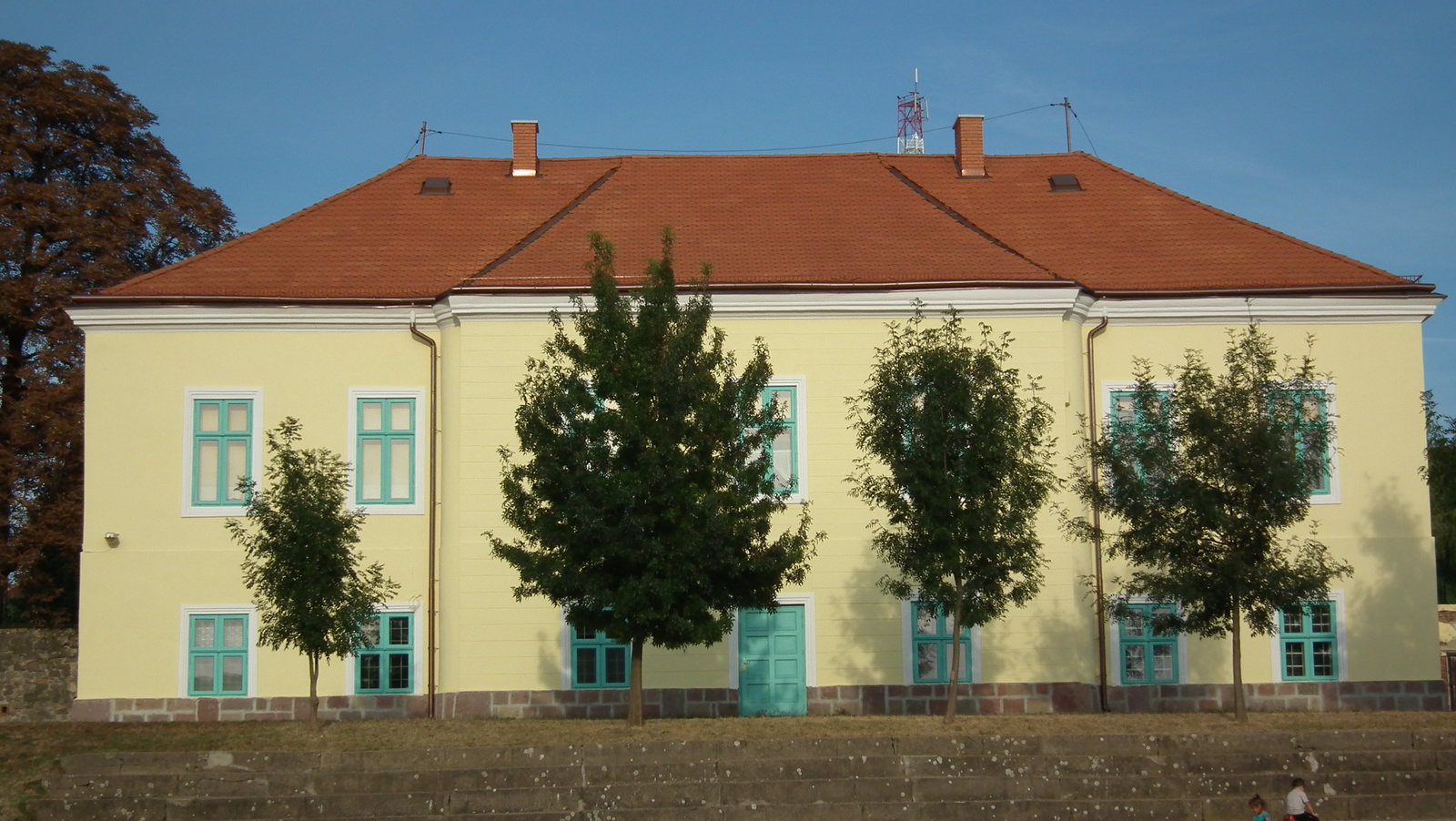
Schloss Rhédey in Emőd

## Verkehr
Durch Emőd verläuft die Hauptstraße Nr. 3. Die Stadt ist angebunden an die Bahnstrecke von Hatvan nach Miskolc.